# Ormosia mahabharatae
Ormosia mahabharatae är en tvåvingeart som beskrevs av Alexander 1965. Ormosia mahabharatae ingår i släktet Ormosia och familjen småharkrankar. Inga underarter finns listade i Catalogue of Life.